# Алат за гњечење кромпира
Алат за гњечење кромпира је прибор за припрему хране који се користи за дробљење меке хране за јела као што су пире кромпир,   пире од јабука или пасуља. Кромпир пире помоћу алата за гњечење кромпира има тенденцију да буде меканији и лакши у поређењу са другим методама гњечења, јер употреба овог уређаја смањује оштећење ћелија кромпира, ослобађајући мање скроба.

## Конструкција
Алат за гњечење кромпира се састоји од усправне или бочне дршке повезане са главом за гњечење.  Глава је најчешће жица великог калибра у заобљеном цик-цак облику, или плоча са рупама или прорезима. Основни дизајни направљени од једног комада дрвета коришћени су у викторијанско доба, пре сложенијих модерних дизајна који се сада користе. Ова врста дрвене гњечилице, која је заправо велики дрвени аван, још увек се користи у Шкотској. 

## Друге примене
Иако се гњечилице за кромпир најчешће користе за гњечење кромпира, оне се такође користе за гњечење разних намирница.   Највише се користе у домаћинствима, али се могу користити и у комерцијалним кухињама. Комерцијалне машине за гњечење су често већих димензија. Друге уобичајене употребе укључују гњечење бундеве и рутабаге за супу, прављење хумуса, гвакамола, мешавине за печење, салате од јаја или чак пиреа.

## Галерија
- Гњечилица за кромпир из деветнаестог века, у колекцији музеја и галерија у Лидсу
- Алат за гњечење кромпира са дрвеном дршком
- Уобичајени дизајн алата за гњечење кромпира
- Алат за гњечење кромпира у употреби